# Лименда
Ли́менда (Ни́мянда, Не́мянда) — река в России, левый приток Вычегды (бассейн Северной Двины). Протекает по Великоустюгскому району Вологодской области и Котласскому району Архангельской области.

## География и гидрология
| Средний расход воды (м³/с) реки Лименды по месяцам и за год с 1969 по 1985 гг. (замеры производились на гидрологическом посту в 8 км от устья) |

Лименда начинается на северо-востоке Великоустюгского района Вологодской области, близ посёлка Сусоловка, в месте водораздела Северной Двины, Вычегды и Лузы. Течёт на север и входит в пределы Котласского района Архангельской области. Устье реки находится в 6 км по левому берегу реки Вычегды, в черте города Котласа, а, точнее, той его части, которая носит название Лименда (в честь реки). Самый крупный приток — река Ямская. Длина реки составляет 100 км, площадь водосборного бассейна — 961 км².

### Притоки
- Гаревка
- Завидовка
- Ускапиха
- Большая Песчанка
- Ямская
- Калчуг
- Сайкваж

## Населённые пункты
- Сусоловка
- Первомайский
- Берёзовый
- Савватия
- Емельяниха
- Вершина
- Макарово
- Котлас

## Данные водного реестра
По данным государственного водного реестра России относится к Двинско-Печорскому бассейновому округу, речной бассейн — Северная Двина, речной подбассейн — Вычегда, водохозяйственный участок — Вычегда от города Сыктывкара до устья.
Код объекта в государственном водном реестре — 03020200212103000025201.